# ويليام تايلور (ضابط شرطة)
ويليام تايلور (بالإنجليزية: William Taylor) هو ضابط شرطة بريطاني، ولد في 25 مارس 1947.